# Campo Maior
Campo Maior ist eine Kleinstadt (Vila) und ein Kreis (Concelho) in Portugal mit 8042 Einwohnern (Stand 19. April 2021).

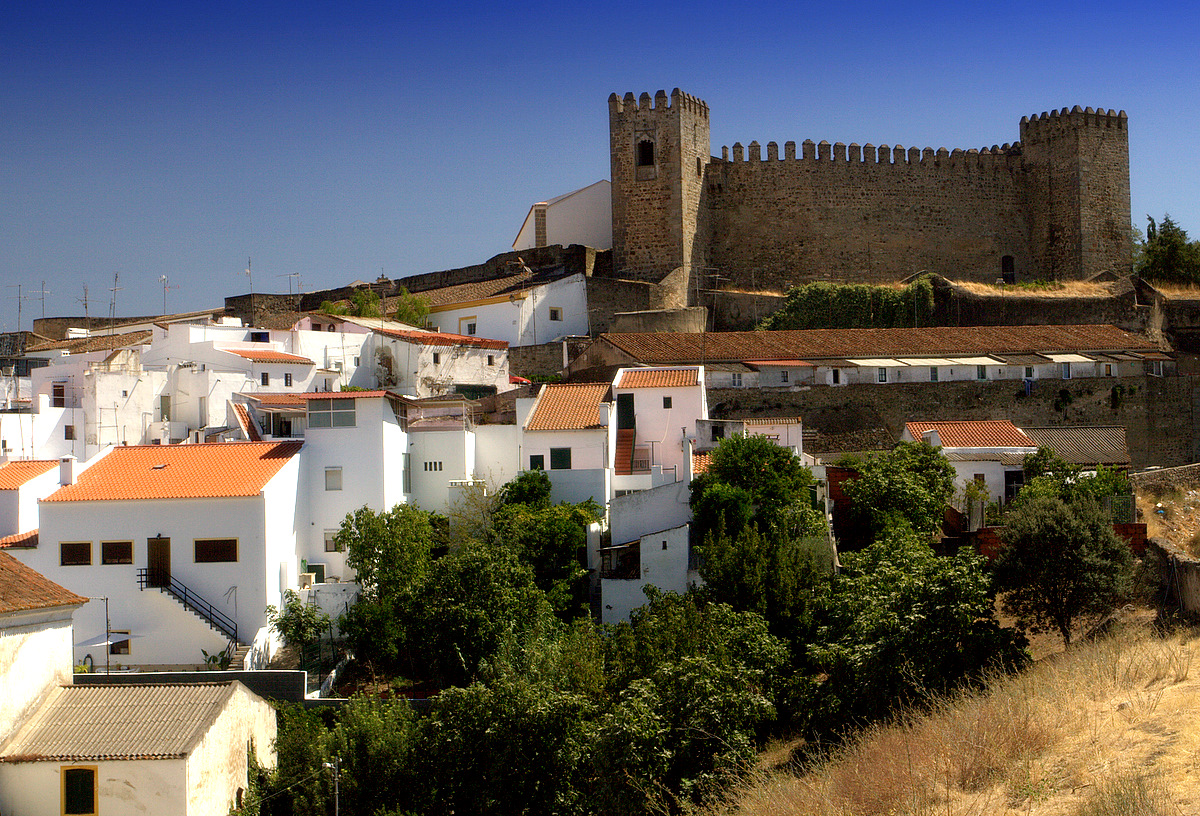
Die Burg (Castelo) von Campo Maior (Teilansicht)

## Geschichte

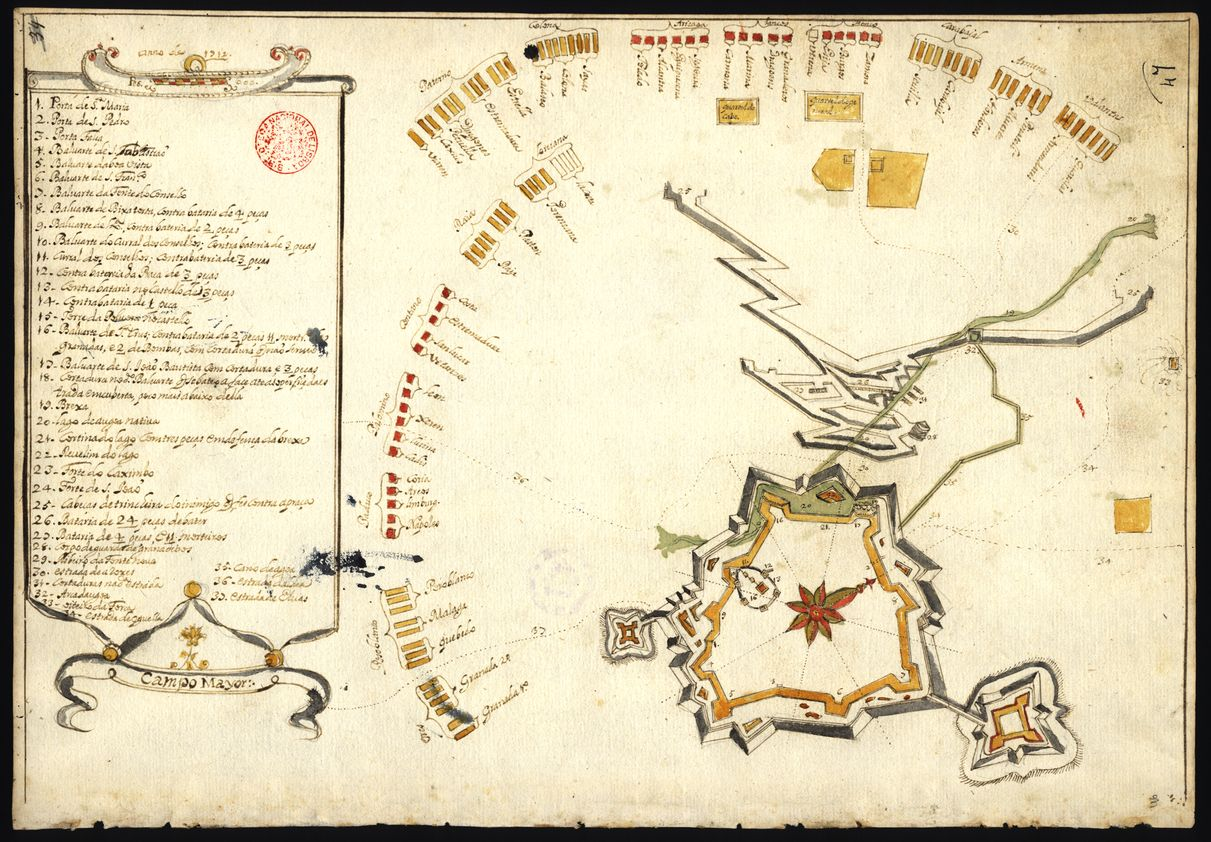
Karte der Festung, 1712

Funde belegen eine vorgeschichtliche Besiedlung des Gebietes. Auch die im 2. Jahrhundert v. Chr. eingefallenen Römer siedelten hier, ebenso die ab 711 eingefallenen Mauren. Die Familie Pérez aus Badajoz eroberte den Ort 1219 von den Arabern zurück. Im Jahr 1255 erhob König Alfons X. Campo Maior zur Vila (Kleinstadt). Mit dem Vertrag von Alcañices kam der Ort 1297 zum Königreich Portugal. König D.Dinis ließ 1310 die Festung neu aufbauen und erweitern.
Auf Grund des anhaltenden spanischen Einflusses stand der Ort in der Revolution von 1383 auf Seiten Kastiliens und wurde nach Belagerung 1388 endgültig von der portugiesischen Krone zurückerobert. Seit Ende des 14. Jahrhunderts stieg die Einwohnerzahl, als sich hier aus Spanien flüchtende Menschen niederließen, die vor der Inquisition dort flohen. In dem Zusammenhang wuchs auch die jüdische Gemeinde deutlich. König Manuel I. gab Campo Maior 1512 portugiesische Stadtrechte.
Im Verlauf des Restaurationskrieges ab 1640 wurde der Ort erneut stark befestigt. Er blieb eine bedeutende Festungsstadt und wurde 1712 Ziel einer spanischen Invasion, die abgewehrt werden konnte. 1732 erlitt der Ort starke Zerstörungen und in der Folge eine deutliche Bevölkerungsabnahme, als ein starkes Unwetter mit Blitzeinschlägen die Pulverkammern der Festung zur Explosion brachten. König D.João V. ließ den Ort wiederaufbauen. In Folge der starken Wiederbesiedlung wurde 1766 der Ort in zwei Gemeinden aufgeteilt, Nossa Senhora da Expectação und São João Baptista.
1801 widerstand der Ort einer spanischen Invasion, und 1808 erhob sich der Ort gegen die französischen Besatzer in den Napoleonischen Kriegen auf der Iberischen Halbinsel, die mit Hilfe von Truppen aus Badajoz vertrieben werden konnten. Die spanischen Truppen blieben drei Jahre im Ort. 1811 erfolgte eine erneute französische Invasion. Nach starken lokalen Widerständen gegen die Invasoren konnten die eintreffenden britisch-portugiesischen Truppen unter General Beresford den Ort wieder befreien.
Nachdem eine Cholera-Epidemie die Bevölkerungszahl 1865 stark reduzierte, wurde die geplante Auflösung des eigenständigen Kreises Campo Maior 1867 erst durch starke Widerstände der Bevölkerung abgewendet. 1926 wurde dem Kreis mit Nossa Senhora dos Degolados seine dritte Gemeinde angefügt, und 1941 schließlich der ehemals bedeutende angrenzende Kreis von Ouguela aufgelöst und der Gemeinde São João Baptista angegliedert.

## Kultur und Sehenswürdigkeiten
Die Reste des römischen Staudamms von Muro befinden sich in der Nähe. Zu den weiteren Baudenkmälern zählen weitere römische Ausgrabungen (Minen, eine Villa rustica und Teile einer Römerstraße), dazu u. a. verschiedene Sakralbauten, Brunnenanlagen, historische öffentliche Gebäude und Mühlen, Landgüter, Befestigungsanlagen u. a. Auch die historischen Ortskerne von Ouguela und Campo Maior stehen als Ganzes unter Denkmalschutz.
Im Kulturkomplex Centro Cultural de Campo Maior finden Konzerte, Aufführungen, Ausstellungen, Konferenzen u. a. statt. Das 2005 eröffnete Lagar Museu im denkmalgeschützten Herrenhaus des Grafen von Olivã (Palácio Visconde d’Olivã) aus dem 17. Jahrhundert beschäftigt sich umfassend mit Anbau und Verarbeitung der Olive. Auch die Stadtbibliothek (Biblioteca Municipal) ist dort untergebracht. Das zentral in der Capela da Nossa Senhora do Carmo untergebrachte Museum für Sakralkunst und das Stadtmuseum Museu Aberto sind weitere Kulturstätten im Ort. Auf dem Firmengelände der Delta Cafés ist das einzige Kaffeemuseum der Iberischen Halbinsel untergebracht. Es beschäftigt sich in dem Zusammenhang auch mit der Portugiesischen Kolonialgeschichte.
Überregional bekannt ist Campo Maior für sein unregelmäßig, dann jedoch Ende August stattfindendes Volksfest, den Festas do Povo (dt. etwa: Festtage des Volkes), zu dem sich die ganze Stadt bunt schmückt. Nach 2004 fand das auch als Festas das Flores (dt.: Blumenfeste) bekannte Volksfest 2011 statt, dauerte eine Woche, und wurde von Staatspräsident Cavaco Silva eröffnet. Die Volksfeste in Campo Maior wurden 2021 in die UNESCO-Liste des immateriellen Kulturerbes der Menschheit aufgenommen.

## Sport
Der 1926 gegründete SC Campomaiorense spielte lange in der Ersten Portugiesischen Fußballliga, bis er sich 2002 aus dem Profisport zurückzog. Er spielte zuletzt in der vierten Liga (IIIª Divisão) und trug seine Heimspiele im 7500 Zuschauer fassenden Estádio Capitão Cesar Correia aus. Nach der Saison 2001/2002 beendete der Club den Spielbetrieb.

## Wirtschaft

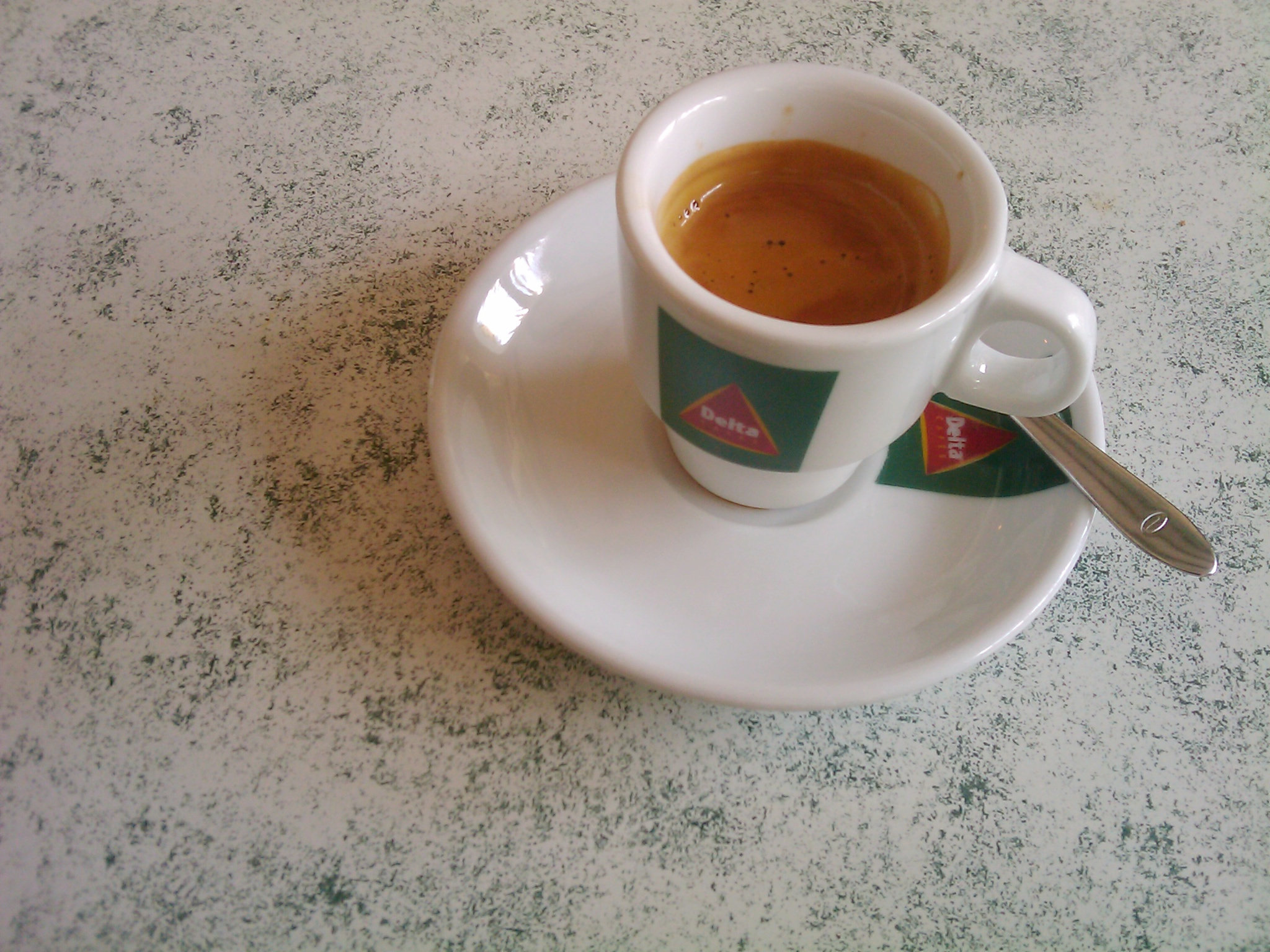
Landesweit vertrautes Bild eines Delta Kaffees

Die Landwirtschaft ist traditionell der wichtigste Faktor der lokalen Wirtschaft. Olivenöl ist von besonderer Bedeutung, auch Weizen ist zu nennen. Bekannt ist auch der hier produzierte Schinken des Iberischen Schweins.
Der international tätige Kaffeehersteller Delta Cafés ist Marktführer in Portugal und gehört zu den größten Arbeitgebern im Kreis.

## Verwaltung

### Der Kreis
Campo Maior ist Verwaltungssitz eines gleichnamigen Kreises, der im Norden und Osten an Spanien grenzt. Die Nachbarkreise sind (im Uhrzeigersinn im Norden beginnend): Elvas und Arronches.
Die folgenden Gemeinden (Freguesias) liegen im Kreis Campo Maior:

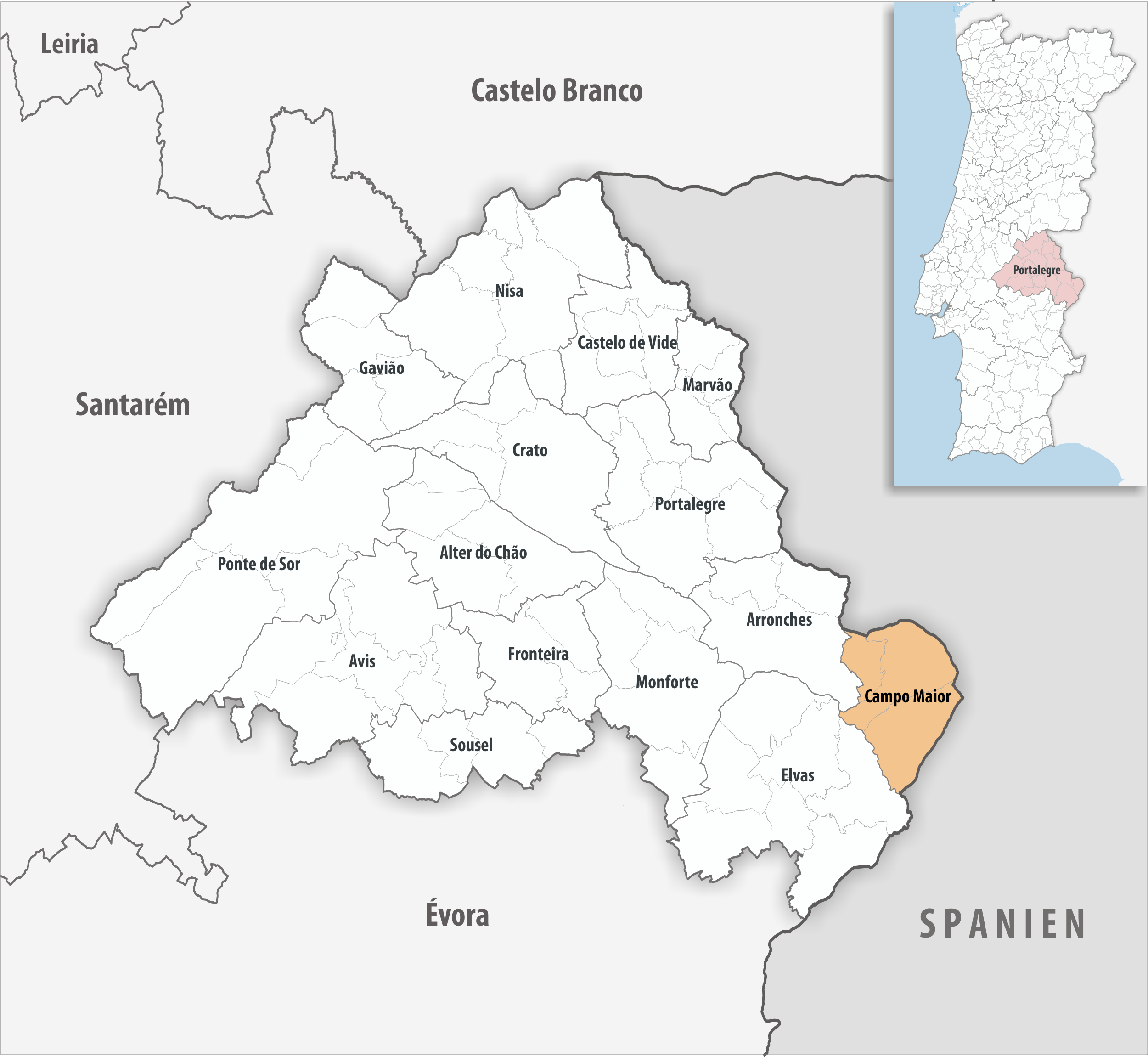
Kreis Campo Maior

| Gemeinde                             | Einwohner (2021) | Fläche km² | Dichte Einw./km² | LAU- Code |
| ------------------------------------ | ---------------- | ---------- | ---------------- | --------- |
| Nossa Senhora da Expectação          | 3.684            | 105,06     | 35               | 120401    |
| Nossa Senhora da Graça dos Degolados | 646              | 35,75      | 18               | 120402    |
| São João Baptista                    | 3.712            | 106,39     | 35               | 120403    |
| Kreis Campo Maior                    | 8.042            | 247,20     | 33               | 1204      |

### Einwohnerentwicklung
| Einwohnerzahl im Kreis Campo Maior (1801–2011) | Einwohnerzahl im Kreis Campo Maior (1801–2011) | Einwohnerzahl im Kreis Campo Maior (1801–2011) | Einwohnerzahl im Kreis Campo Maior (1801–2011) | Einwohnerzahl im Kreis Campo Maior (1801–2011) | Einwohnerzahl im Kreis Campo Maior (1801–2011) | Einwohnerzahl im Kreis Campo Maior (1801–2011) | Einwohnerzahl im Kreis Campo Maior (1801–2011) | Einwohnerzahl im Kreis Campo Maior (1801–2011) | Einwohnerzahl im Kreis Campo Maior (1801–2011) |
| ---------------------------------------------- | ---------------------------------------------- | ---------------------------------------------- | ---------------------------------------------- | ---------------------------------------------- | ---------------------------------------------- | ---------------------------------------------- | ---------------------------------------------- | ---------------------------------------------- | ---------------------------------------------- |
| 1801                                           | 1849                                           | 1900                                           | 1930                                           | 1960                                           | 1981                                           | 1991                                           | 2001                                           | 2004                                           | 2011                                           |
| 4975                                           | 4416                                           | 6050                                           | 8234                                           | 9887                                           | 8549                                           | 8535                                           | 8387                                           | 8359                                           | 8456                                           |

## Städtepartnerschaften
- Campo Maior (Piauí), Bundesstaat Piauí, Brasilien (seit 2010)
- Ermera, Osttimor (seit 2013)[10]

## Persönlichkeiten
- Beatrix da Silva Meneses (1424–1492), adelige Ordensgründerin, Heilige
- Beato Amadeu da Silva (1438–1482), adeliger Franziskaner, Heiliger
- Francisco Xavier Craveiro Lopes (1814–1883), Militär
- Fernando Mouzinho de Albuquerque (1874–1942), Militär, Distriktregierungschef von Coimbra und Leiter der Benguelabahn
- José Joaquim Ribeiro (1918–2002), Bischof in Osttimor
- Vítor Caldeira (* 1960), Präsident des Europäischen Rechnungshofes